# Dante Alfredo Fiorenza
Dante Alfredo Fiorenza (La Plata, 1957) è un architetto argentino.

## Biografia
Dante Alfredo Fiorenza, è un architetto che ha sviluppato la sua attività professionale in Italia e in Argentina.
Ha collaborato per oltre quattro anni con lo studio milanese dell’architetto Vittoriano Viganò, occupandosi del progetto della nuova sede della Facoltà di Architettura del Politecnico di Milano e del progetto di rivalorizzazione del Parco Sempione e dei suoi monumenti, fra gli altri.
Nel 1995 progetta, insieme all'ingegnere Paolo Viola, la Nuova Sede della Shell Italia.
Ha partecipato in alcune conferenze relative a temi di architettura e sviluppo sostenibile. Tra di loro spicca  “La Sociedad Post Oil”, conferenza laboratorio che ha avuto luogo a La Plata il 30 marzo 2016 presso la Cámara de Diputados de la Provincia de Buenos Aires, con la presenza di relatori di rilievo internazionale quali il fisico Dr. Juan Carlos Bolcich e la geografa Patricia Pintos.

## Principali opere
Ha realizzato diverse opere, fra di loro:
- Residenze in Via Istria, Vigevano, Pavia, Italia, 2010.[4][5]
- Master Plan di Vigevano, Vigevano, Pavia, Italia, 2011.
- Casa Thomas, La Plata, Buenos Aires, Argentina, 2012.[6]
- Casa Granado, La Plata, Buenos Aires, Argentina, 2013.[7]
- Casa Romano, La Plata, Buenos Aires, Argentina, 2016.[8]
- Casa Pavese, La Plata, Buenos Aires, Argentina, 2016.[9]
- Residencias De Angeli, La Plata, Buenos Aires, Argentina, 2018.[10]

## Pubblicazioni
Collabora con diverse riviste internazionali del settore, elaborando dossier e firmando articoli. Alcuni fra di loro:
- 1987. “Bruno Morassutti”.[11]
- 1993. “Nordelta ville nouvelle”.[12]
- 1994. “I mall d’Argentina”.[13]
- 1995. “Paseo Alcorta”.[14]
- 1996. “Especiale Argentina”.[15]
- 1996. “¡Aquì Argentina!”.[16]
- 2010. “Eficiencia energética y sustentabilidad ambiental”.[17]
- 2013. “Casa Granado, en La Plata, Buenos Aires”.[18]
- 2015. “Reciclaje de vivienda en La Plata”.[19]
- 2016. “Proyecto Talleres Biblioteca”.[20]